# Condado de Callahan
El condado de Callahan es un condado del estado de Texas, Estados Unidos. Tiene una población estimada, a mediados de 2021, de 14 115 habitantes.
La sede del condado es Baird y su mayor ciudad es Clyde.
El condado tiene un área de 2334 km² (de los cuales 5 km² están cubiertos por agua).
Fue fundado en 1877.

## Demografía

### Censo de 2020
Según el censo de 2020, en ese momento el condado tenía una población de 13 708 habitantes. La densidad de población era de 5.9 hab/km².
| Raza                   | Núm.   | Porc.  |
| ---------------------- | ------ | ------ |
| Blancos                | 12 154 | 88.66% |
| Afroamericanos         | 133    | 0.97%  |
| Amerindios             | 80     | 0.58%  |
| Asiáticos              | 53     | 0.39%  |
| Isleños del Pacífico   | 7      | 0.05%  |
| De otras razas         | 352    | 2.57%  |
| De una mezcla de razas | 929    | 6.78%  |
| Total                  | 13 708 | 100%   |

Del total de la población, el 9.53% son hispanos o latinos de cualquier raza.

### Censo de 2000
Según el censo de 2000, en ese momento había 12.905 personas, 5.061 hogares y 3.750 familias residiendo en el condado. La densidad de población era de 14 habitantes por milla cuadrada.
La composición racial del condado era:
- 94,78% blancos
- 0,22% afroamericanos
- 0,63% amerindios
- 0,26% asiáticos
- 0,05% isleños del Pacífico
- 2,70% de otras razas
- 1,35% de una mezcla de razas.

Había 5.061 hogares, de los cuales el 31,90% tenían menores de 18 años; el 61,60% eran parejas casadas viviendo juntas; el 9,30% eran encabezados por mujeres (sin cónyuge) y el 25,90% no eran familias.
El tamaño promedio de una familia era de 2,97 miembros.
El 26,20% de la población tenía menos de 18 años; el 6,60% tenía de 18 a 24 años; el 24,90% tenía de 25 a 44; el 25,30% tenía de 45 a 64, y el 17,00% eran mayores de 65 años. La edad promedio era de 40 años. Por cada 100 mujeres había 94,40 hombres. Por cada 100 mujeres mayores de 18 años había 90,90 hombres.
Los ingresos medios de los hogares del condado eran de $32.463 y los ingresos medios de las familias eran de $37.165. Los hombres tenían ingresos medios por $27.086 frente a los $19.720 que percibían las mujeres. Los ingresos per cápita del condado eran de $15.204. El 9,00% de las familias y el 12,20% de la población estaban debajo de la línea de pobreza. De ese total, el 14,80% tenían menos de 18 años y el 9,80% tenían 65 años o más.